# Kostel Panny Marie Růžencové (Kaštel Stari)
Kostel Panny Marie Růžencové v Kašteli Starém (chorvatsky Crkva Gospe od Ružarija u Kaštel Starom) je římskokatolický farní kostel v chorvatské obci v Kaštel Stari. Novobarokní kostel dokončený na konci 20. století se nachází v malém parku v ulici Ivana Danila. Je chráněn jako kulturní památka 

## Popis

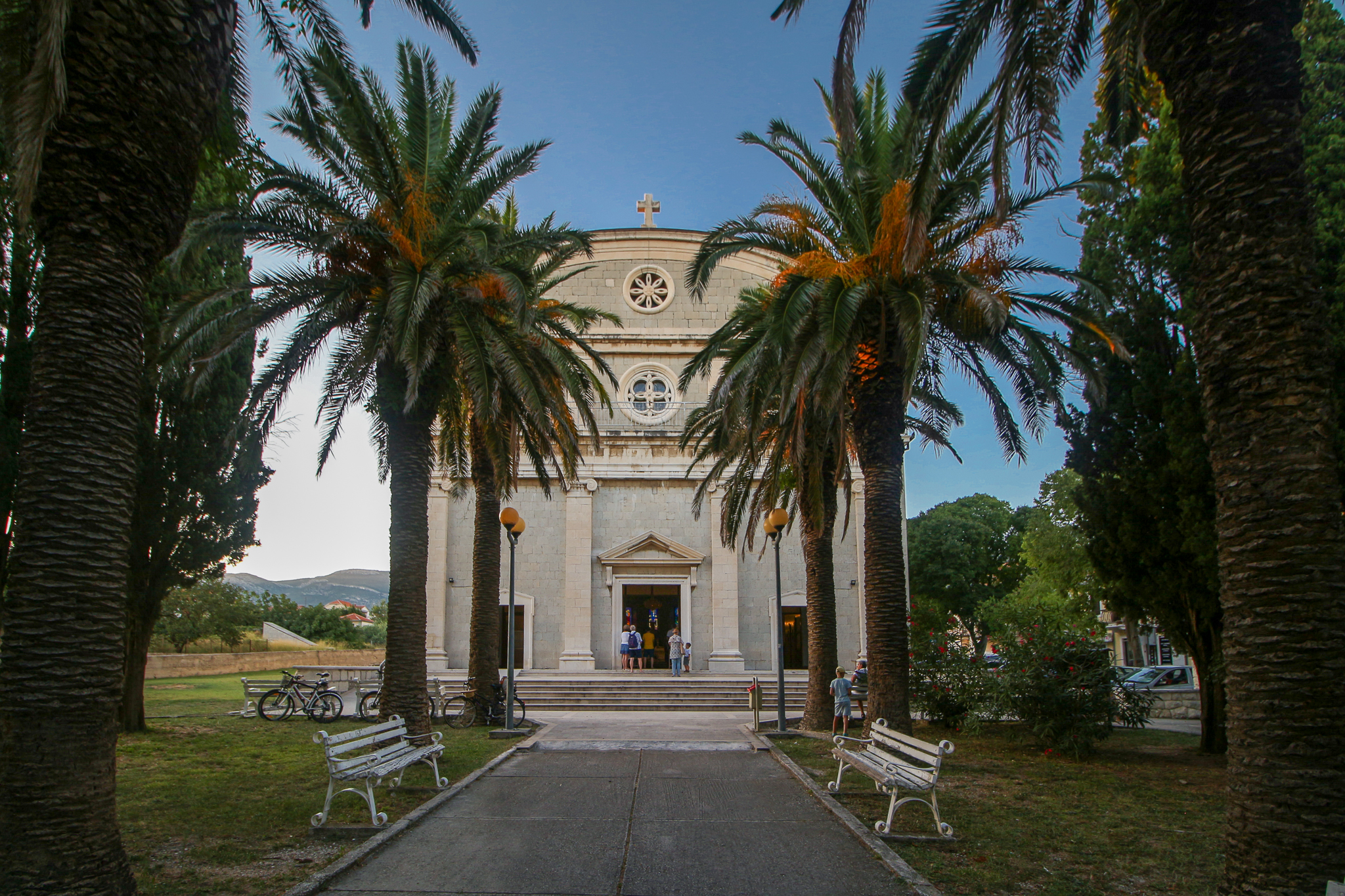
Průčelí kostela

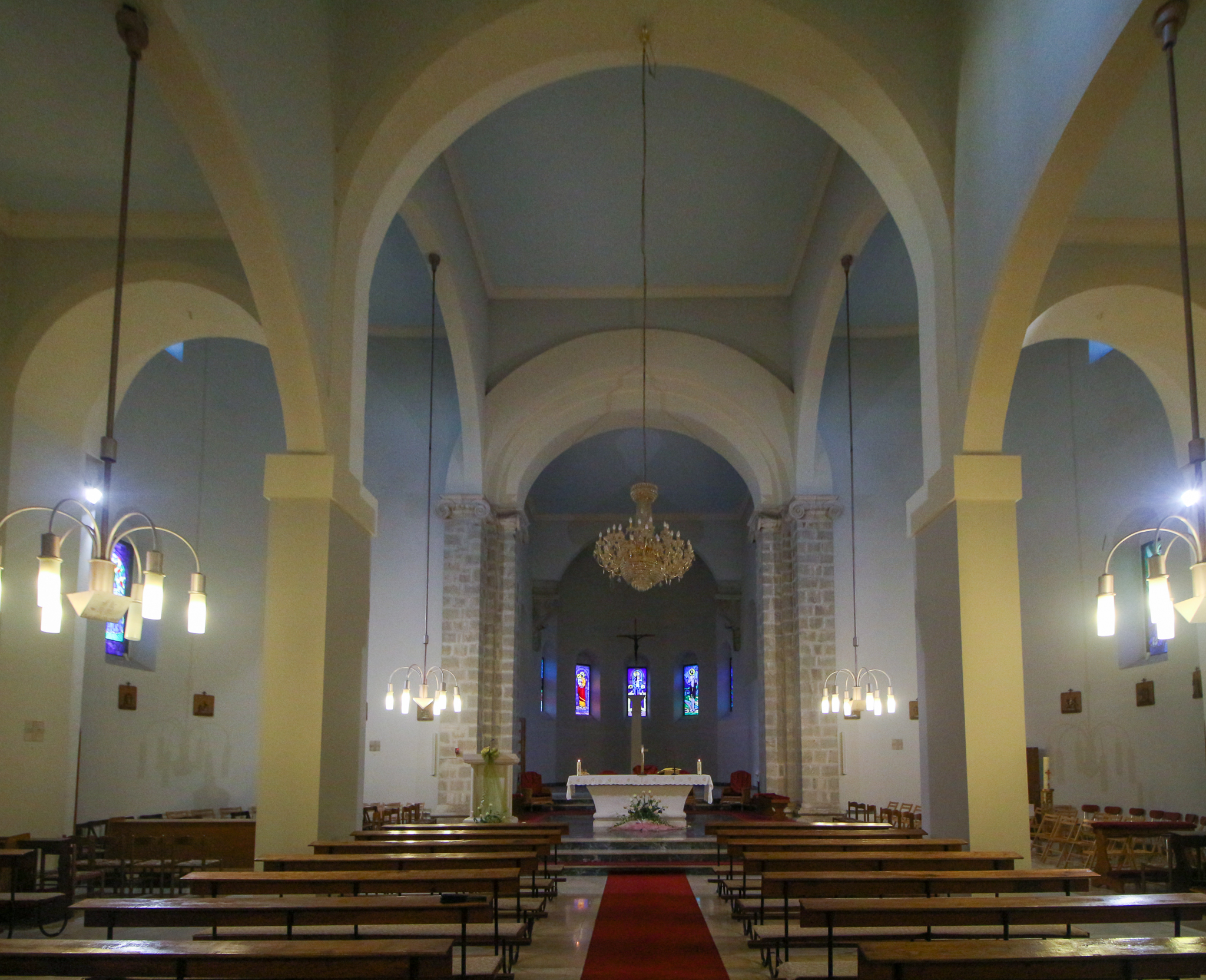
Interirér kostela

Kostel zasvěcený Panně Marii Růžencové v Kašteli Starém je jednolodní novobarokní stavba s obdélníkovým půdorysem a polygonální apsidou. Je orientován ve směru sever-jih a nachází se severozápadně od historického jádra.

## Historie
Kostel se nachází nedaleko staršího kostelíka sv. Jana Křtitele z 18. století. Byl postaven v několika fázích v letech 1871 až 1939 podle projektu Vicko Danila v novobarokním stylu.
V poslední fázi výstavby byl zvýšen do výšky římsy. Ta byla dokončena v roce 1971. Na východě je na apsidě zvonice a na západě sakristie s obdélníkovým půdorysem.
Kostel byl postaven z pravidelných bloků namodralého kamene. Fasáda je členěna čtyřmi kamennými pilastry. Interiér je rozdělen symetricky na jednu hlavní a dvě boční lodě. 

## Ochrana
Kostel je chráněn je zapsán jako nemovitý kulturní statek, klasifikovaný jako „církevní architektonické dědictví“ pod označením Z -3581. 